# Шумперк
Шумперк (чеш. Šumperk) — город в Чехии, центр одноимённого района в Оломоуцком крае. Шумперк расположен на реке Десне в предгорьях Есеников и носит неофициальное название «Ворота Есеников».

## История
Шумперк был основан в XIII веке как административный центр района добычи драгоценных металлов. Постепенно большое развитие здесь получило ремесленное производство, особенно производство текстиля. Город находился в королевской собственности и часто передавался в залог влиятельнейшим дворянским фамилиям.
В XVI веке Шумперк на некоторое время стал резиденцией рода Жеротиных, а в XVII веке перешёл во владение Лихтенштейнов. В 1669 году город полностью выгорел, после чего в течение десяти лет здесь велась охота на ведьм, жертвами которой стало 25 человек.
Развитие текстильного производства привело к необычайному расцвету Шумперка в XIX веке. Со 2-й половины века над архитектурным обликом города трудились виднейшие венские архитекторы, работа которых до сих пор видна в разных частях Шумперка. Благодаря своему уровню благоустроенности город в те времена называли «Малой Веной». После Второй мировой войны из города было изгнано немецкое население, составлявшее подавляющее большинство жителей города. После кратковременной стагнации город продолжил развиваться и нынешнее число горожан (28 тыс.) почти вдвое превышает показатель 1938 года.

## Достопримечательности
Одним из важнейших исторических памятников города является бывший монастырский костёл Благовещения Девы Марии, полная реконструкция которого была проведена в 1990—2005 годах. Другими известнейшими городскими памятниками являются так называемый «Гешадеров дом», костёл Святого Иоанна Крестителя, небольшой костёл Святой Варвары и развалины городских стен.

## Экономика
Шёлковая и льняная промышленность. Производство легированной стальной ленты. Пивоварение.

## Население
| 1869    | 1869    | 1880    | 1880    | 1890    | 1900    | 1900    | 1910    | 1910    | 1921    | 1930    | 1930    |
| ------- | ------- | ------- | ------- | ------- | ------- | ------- | ------- | ------- | ------- | ------- | ------- |
| 7285    | ↗9651   | ↘8562   | ↗10 983 | ↗13 331 | ↘11 636 | ↗14 658 | ↘13 329 | ↗16 448 | ↘16 006 | ↘15 718 | ↗18 739 |
| 1950    | 1950    | 1961    | 1961    | 1970    | 1970    | 1980    | 1980    | 1991    | 1991    | 2001    | 2014    |
| ↘17 192 | →17 192 | ↗19 266 | →19 266 | ↗23 683 | →23 683 | ↗31 873 | ↘28 108 | ↗30 422 | →30 422 | ↘29 490 | ↘26 806 |
| 2016    | 2017    | 2018    | 2019    | 2020    | 2021    | 2021    | 2022    | 2023    | 2024    |         |         |
| ↘26 478 | ↘26 305 | ↘26 151 | ↘25 957 | ↘25 836 | ↘25 452 | ↘25 182 | ↘24 910 | ↗25 061 | ↘24 969 |         |         |

## Города-побратимы
- Бад-Херсфельд, Германия
- Вааса, Финляндия
- Ныса, Польша
- Прьевидза, Словакия

## Известные уроженцы
- Вакано, Эмиль Марио (1840—1892)  — австрийский писатель .